# Scramble (computerspel)
Scramble (スクランブル, Sukuranburu) is een horizontaal shooter-arcadespel uit 1981 ontwikkeld door Konami. Het was het eerste spel in zijn soort met een verplichte scroller, een tijdslimiet in de vorm van een brandstofmeter en meerdere verschillende levels.

## Spelbesturing
De speler bestuurt een vliegtuigachtige machine. Het vliegtuig kan kogels en bommen afschieten. Het landschap bestaat uit vlaktes en rotsen waarbij het vliegtuig uiteraard het landschap niet mag raken want dat resulteert in een crash. Op de grond staan verschillende vijanden die ook wapens afvuren. De speler beschikt over een beperkte hoeveelheid brandstof, maar die kan aangevuld worden door tijdig en met succes brandstofreservoirs te stelen.
Het spel bestaat uit zes verschillende levels met elk hun eigen stijl, obstakels en vijanden. De levels lopen in elkaar over, er is geen "Splash page" die aanduidt dat een level is beëindigd. De score wordt berekend op het aantal seconden dat het spel loopt, de vijanden die uitgeschakeld worden en het gebruik van de brandstof.
Op het einde van het laatste level moet de speler een basis vernietigen. Indien hij daarin lukt, herstart het spel in een moeilijkere graad.